# Лора дел Рио
Лора дел Рио (на испански: Lora del Río) е населено място и община в Испания. Намира се в провинция Севиля, в състава на автономната област Андалусия. Общината влиза в състава на района (комарка) Вега дел Гуадалкивир. Заема площ от 292 km². Населението му е 19 393 души (по преброяване от 2010 г.). Разстоянието до административния център на провинцията е 57 km.

## Демография
| 1842 | 1877 | 1900 | 1910 | 1920 | 1930 | 1940   | 1950   | 1960   | 1970   |
| ---- | ---- | ---- | ---- | ---- | ---- | ------ | ------ | ------ | ------ |
| 4633 | 7519 | 7478 | 7042 | 7270 | 8223 | 11 420 | 11 465 | 16 168 | 20 914 |